# Szita (település)
Szita (románul: Sita) település Romániában, Erdélyben, Beszterce-Naszód megyében.

## Fekvése
Bethlentől északra, Ispánmezőtől északkeletre, egy hegytetőn, az Ilosva-patak balpartja közelében fekvő település.

## Nevének eredete
Neve valószínűleg a szláv sita szóból ered, melynek jelentése nyelvünkön szittyó, káka.

## Története
Nevét 1576-ban Zytafalva néven említette először oklevél, mint Szészárma tartozékát.
Nevének változatai: 1576-ban Zytafalva, 1607-ben Zita, 1611-ben Zytta, 1750-ben és 1913-ban Szita.
Szita keletkezése az 1560-1576 közötti évekre tehető, mivel később Szészárma tartozékai közt sorolták fel, de itt is csak 1576-ban sorolták fel először.
1576 Harinnai Farkas János és Miklós birtoka volt, kiktől hűtlenségük miatt Báthory István elvette és Báthory Kristófnak adományozta, majd 1589-ben Báthory Zsigmond Báthory András bíbornoknak adományozta, de beiktatásának 1590-ben Farkas Miklós és néhai testvérének fiai Tamás, István, János, Ferenc és Mihály ellentmondtak.
1596-ban Tahy Istváné, aki e birtokot, Báthory András hűtlensége miatt kapta ajándékba a fejedelemtől, és később (1601-ben) nejére Kendy Zsuzsánnára hagyta.
1694-ben Toldalagi János és Macskási László, 1727-ben Toldalagi Mihály, 1758-ban pedig Toldalagi László, 1804-ben pedig Toldalagi József is birtokosa, majd 1898-ban tehetősebb birtokosai: Koptyil, Fekete és Oprea Gábor voltak.
A trianoni békeszerződés előtt Szolnok-Doboka vármegye Bethleni járásához tartozott.
1910-ben 367 lakosából 4 német, 363 román volt. Ebből 329 görögkatolikus, 34 görögkeleti ortodox, 4 izraelita volt.

## Nevezetességek
- Görögkatolikus fatemploma az 1850-es években épült. Mihály és Gábor őrangyalok tiszteletére szentelték fel.